# Viracucha ridleyi
Viracucha ridleyi är en spindelart som först beskrevs av F. O. Pickard-Cambridge 1897.  Viracucha ridleyi ingår i släktet Viracucha och familjen Ctenidae. Inga underarter finns listade i Catalogue of Life.